# Neuhaus an der Pegnitz
Neuhaus an der Pegnitz, Neuhaus a.d.Pegnitz – gmina targowa w Niemczech, w kraju związkowym Bawaria, w rejencji Środkowa Frankonia, w regionie Planungsregion Nürnberg, w powiecie Landkreis Nürnberger Land. Leży w Jurze Frankońskiej, około 37 km na północny wschód od Norymbergi i około 21 km na północny wschód od Lauf an der Pegnitz, nad rzeką Pegnitz, przy linii kolejowej Monachium – Berlin.

## Polityka
Rada gminy składa się z 16 członków:
|      | CSU | SPD | BG Neuhaus i Umgebung | Razem     |
| 2002 | 7   | 6   | 3                     | 16 miejsc |